# Forces armées pakistanaises
Les Forces armées pakistanaises (en ourdou : عسکریہ پاکستان) ou plus simplement l’armée pakistanaise sont les forces militaires de la république islamique du Pakistan. Leur quartier général est situé à Rawalpindi, dans le Pendjab. Elles sont dirigées par le Chief of Army Staff, poste occupé par Asim Munir depuis novembre 2022. Unique pays musulman à disposer de l'arme nucléaire, c'est la 6e armée mondiale quant aux effectifs et 11e en matière de budget en 2023, la 9e puissance militaire mondiale en classement global en 2024.
Elles comprennent les forces terrestres, navales et aériennes. Leur effectif est de 650 000 hommes, dont 70 % sont basés dans les provinces du Pendjab et du Sind face à l'Inde à laquelle elles ont livré trois guerres et un autre affrontement majeur. Près de 150 000 soldats ont été mobilisés dans le nord-ouest du pays dans le cadre du conflit qui les oppose aux talibans.
Malgré ses difficultés économiques, le pays a dépensé 10,3 milliards de dollars dans la défense (soit 4 % du PIB pakistanais) en 2019. En 1998, le Pakistan est devenu officiellement la septième puissance nucléaire mondiale en effectuant une série d'essais nucléaires et disposerait dans les années 2000 d'une quarantaine d'ogives atomiques.

L'armée pakistanaise joue un rôle politique très important, trois coups d’État ayant été menés par des chefs de l'armée, permettant à celle-ci de gouverner pendant une trentaine d’années (1958-1971, 1977-1988 et 1999-2008). Elle a ainsi acquis un pouvoir politique et économique durable lui accordant une autonomie de fait et une influence sur les gouvernements élus.

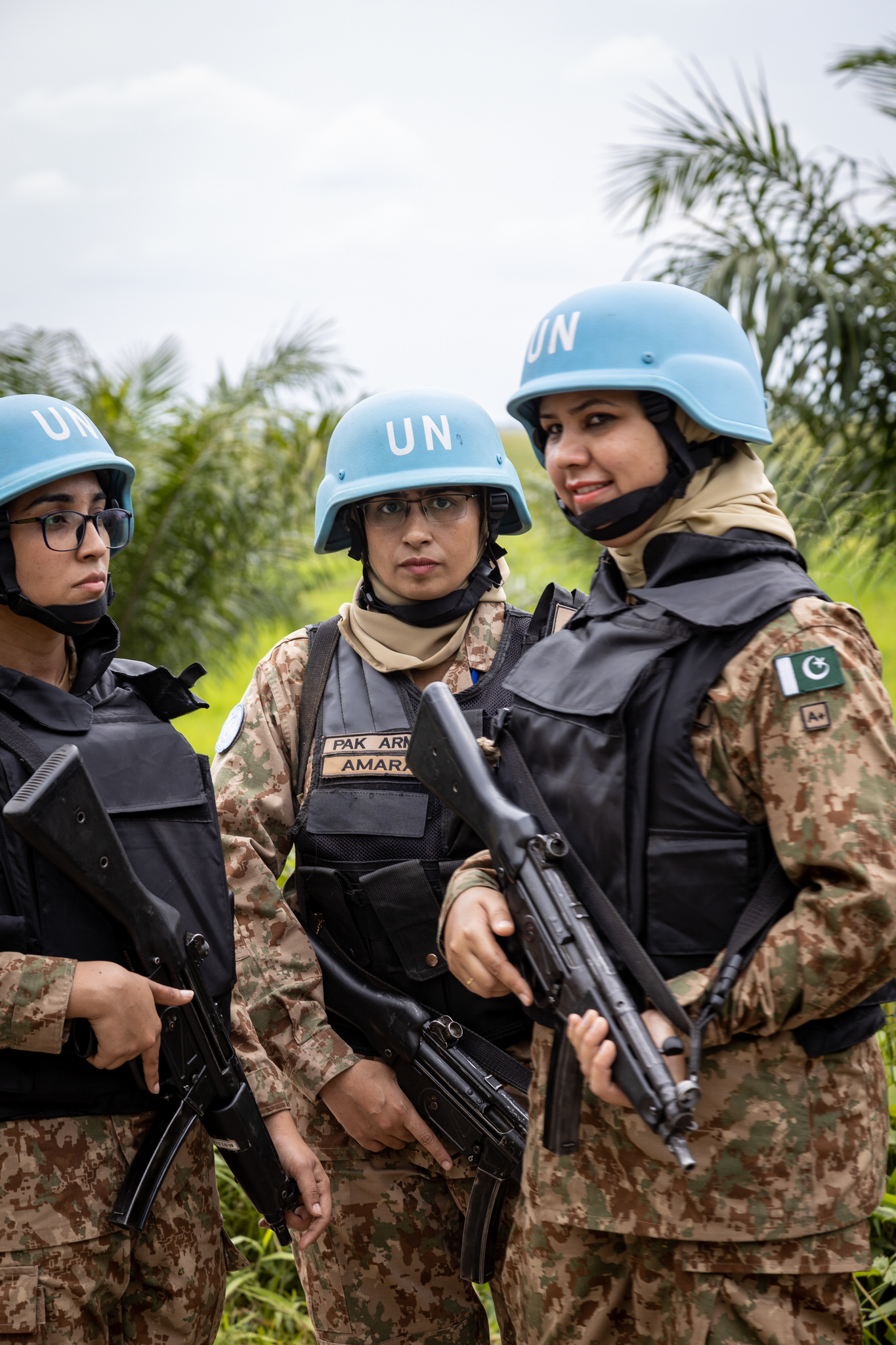
Soldates du contingent pakistanais de la Monusco en République démocratique du Congo.

## Histoire et rôle

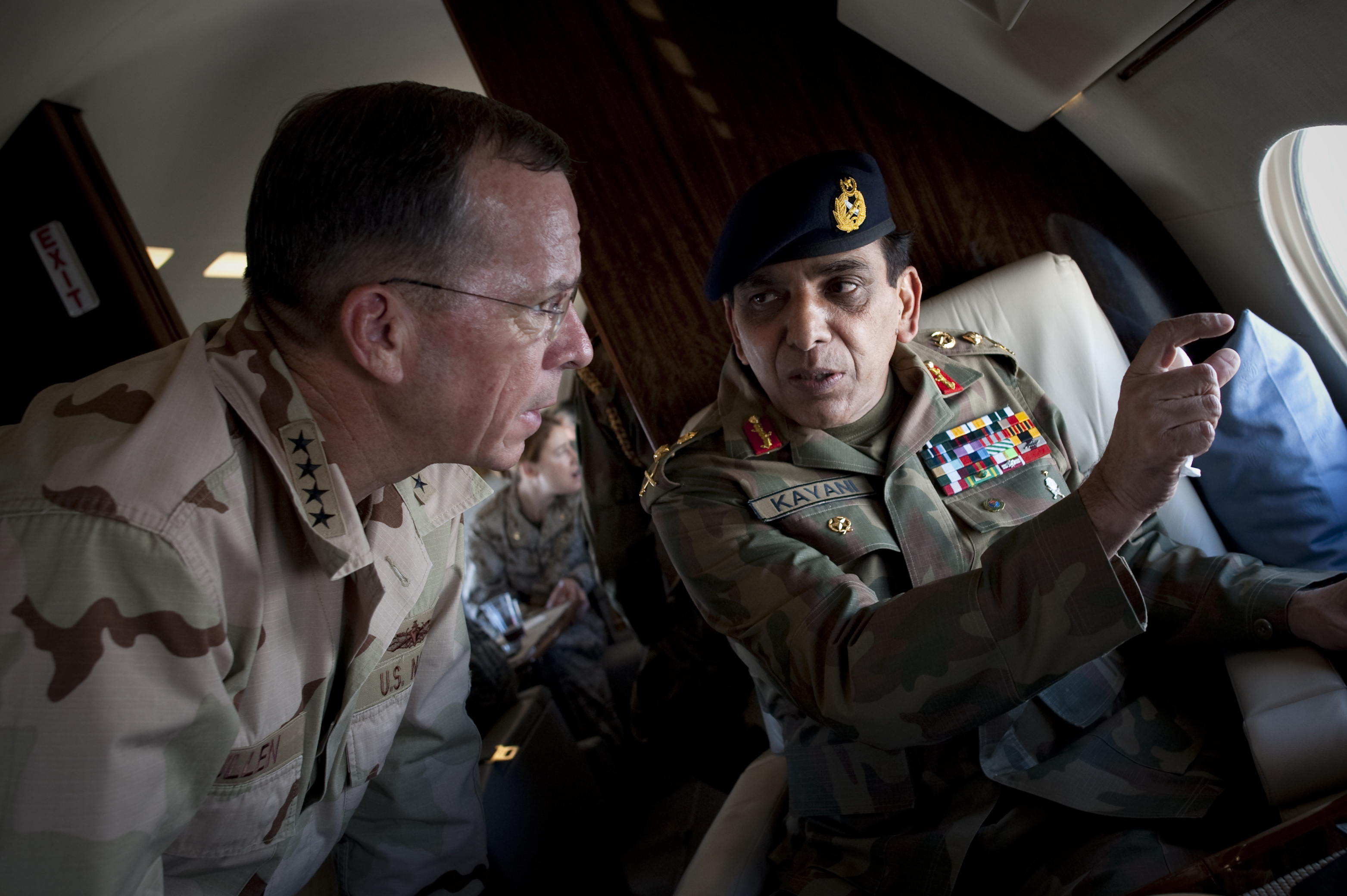
Le COAS Ashfaq Kayani (2007-2013) avec son homologue américain Michael Mullen.

À la création du Pakistan en août 1947, les forces armées du pays sont faibles et encore dominées par une direction britannique, mais elles connaissent leur premier baptême du feu dès le mois d'octobre avec la première guerre indo-pakistanaise. Muhammad Ayub Khan devient le premier pakistanais chef de l'armée le 16 janvier 1951 quand il remplace Douglas Gracey. Le général marque l'ascension des militaires, surtout issus d'une élite pendjabie, et il renverse le pouvoir civil lors d'un coup d'État en octobre 1958.
Cependant, les défaites face à l'Inde en 1965 et 1971, la sécession du Bangladesh et la déroute de ses alliés politiques lors des élections de 1970 marquent un affaiblissement de l'armée qui cède le pouvoir à un gouvernement civil. Les militaires effectuent un retour soudain sur la scène politique avec le coup d'État de Muhammad Zia-ul-Haq en 1977. Celui-ci instaure un régime brutal, islamise la société, notamment en promouvant le fondamentalisme religieux au sein de l'armée et accroit l'influence économique de celle-ci.
Après la mort de Zia en 1988, l'armée laisse la place aux civils mais ne cède rien de son influence. Elle n'hésite pas à reprendre le pouvoir en 1999 pour contrer l'émergence d'un gouvernement civil fort. Plus libéral, le régime de Pervez Musharraf s'achève sous la pression de la société civile et des partis d'opposition. Depuis 2008 et la direction d'Ashfaq Kayani, l'armée affirme soutenir le processus démocratique mais conserve de larges prérogatives et une autonomie totale dans les dossiers la concernant.

## Direction
Les forces armées pakistanaises sont dirigées par le Chief of Army Staff (COAS), dirigeant de l'armée de terre, à ne pas confondre avec le Chairman Joint Chiefs of Staff Committee (CJCSC) qui est théoriquement le poste hiérarchique le plus élevé mais ne disposant pas d'autorité réelle. Ce dernier préside en effet simplement le comité directeur regroupant les chefs des armées de Terre, de l'Air et de la Marine, coordonne la politique militaire et conseille le gouvernement civil.
Selon l'article 243 de la Constitution du Pakistan, le chef de l'armée est nommé par le président de la république en suivant le conseil du Premier ministre. Depuis une loi votée par le Parlement le 8 janvier 2020, la nomination est effectuée par le président en suivant le choix discrétionnaire du Premier ministre ; le chef de l'armée doit se retirer la veille de ses 64 ans et le Premier ministre choisit de le conserver ou non jusqu'à cette date.
| Poste                                                                | Photo | Nom                                  | Effectifs |
| -------------------------------------------------------------------- | ----- | ------------------------------------ | --------- |
| Chairman Joint Chiefs of Staff Committee Forces armées pakistanaises |       | Général Nadeem Raza (en)             | -         |
| Chief of Air Staff Forces aériennes pakistanaises                    |       | Air Chief Marshal Mujahid Anwar Khan | 70 000    |
| Chief of Army Staff Armée de Terre                                   |       | Général Asim Munir                   | 550 000   |
| Chief of Naval Staff Marine pakistanaise                             |       | Amiral Zafar Mahmood Abbasi          | 34 500    |

## Armée de terre

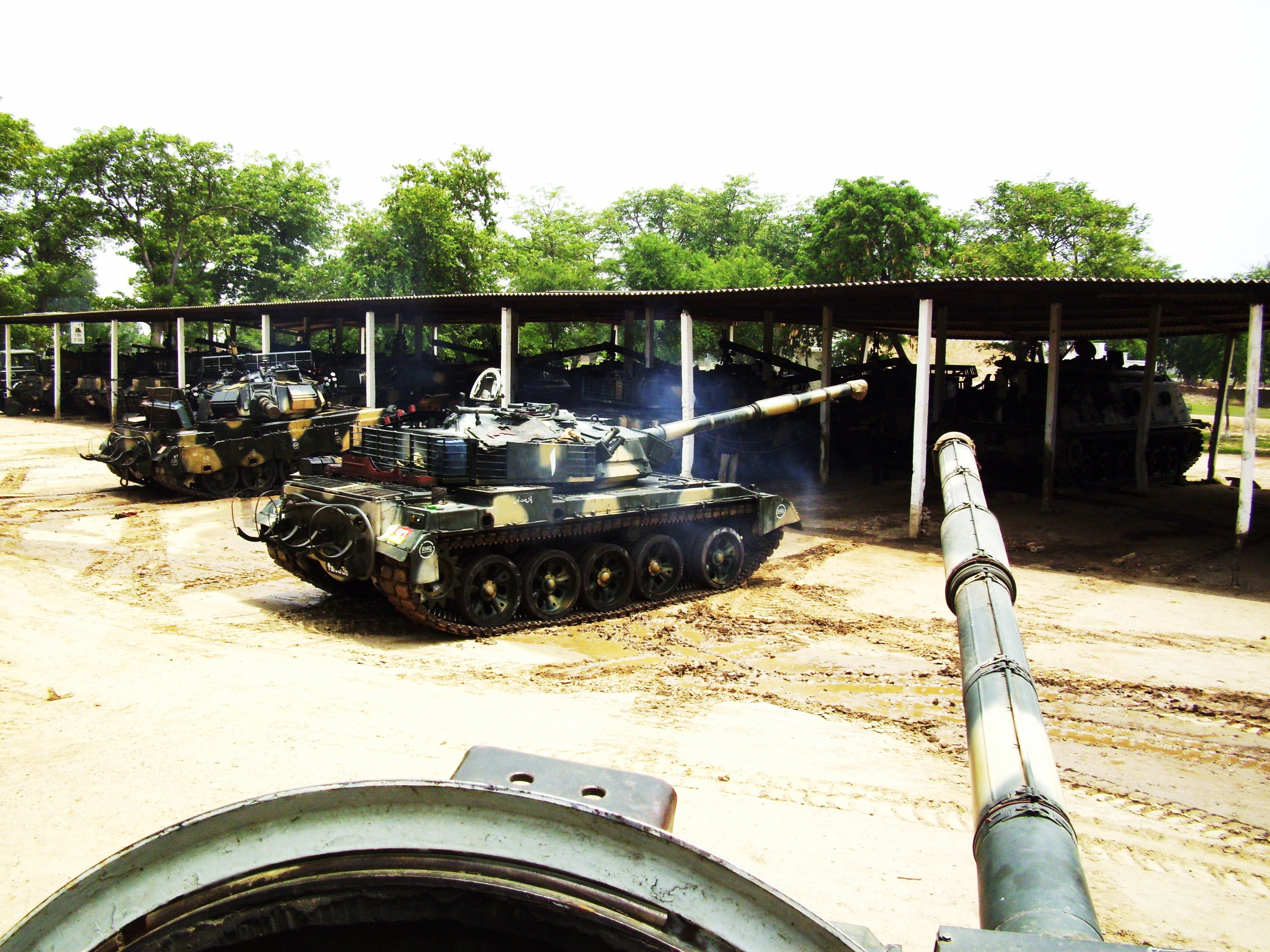
Chars Al-Zarrar du de cavalerie pakistanaise.

Constituant le cœur des forces militaires, l'Armée de Terre est créée dès la fondation du Pakistan le 14 août 1947 à partir de soldats de l'armée britannique des Indes. Elle comprend en 2014, environ 560 000 militaires d'active, plus une réserve de 500 000 hommes ainsi que 6 500 personnels civils.
Elle présente la structure suivante :
- 20 divisions d'infanterie ;
- 5 divisions blindées ;
- 8 divisions d'artillerie ;
- 9 brigades blindées indépendantes ;
- 4 brigades mécanisées indépendantes ;
- 9 brigades d'infanterie indépendantes ;
- 18 brigades d'artillerie indépendantes ;
- 4 commandements de défense antiaérienne ;
- 9 brigades de génie ;
- 11 régiments blindés de reconnaissance ;
- un groupe de service spécial se composant de trois bataillons d'élite et d'une compagnie anti-terroriste.

En 2008, le Pakistan fournit le plus gros contingent aux opérations de maintien de la paix de l’ONU.
| Type                                                 | Modèle             | Origine                  | Quantité en 2023 | Remarques                                                  |
| ---------------------------------------------------- | ------------------ | ------------------------ | ---------------- | ---------------------------------------------------------- |
| Char de combat                                       |                    |                          |                  |                                                            |
| Char de combat principal                             | Al-Khalid          | Pakistan                 | 410              |                                                            |
| Char de combat principal                             | T-80UD             | Russie                   | 315              |                                                            |
| Char de combat principal                             | Al-Zarrar          | Pakistan                 | 500              |                                                            |
| Char de combat principal                             | Type 69            | Chine                    | 400              |                                                            |
| Char de combat principal                             | Type 85            | Chine                    | 268              |                                                            |
| Char de combat principal                             | ZTZ-59             | Chine                    | 600              |                                                            |
| Char de combat principal                             | VT-4               | Chine                    | 44               |                                                            |
| Total                                                | Total              | Total                    | 2537             | Dont 454 développé après les années 2000                   |
| Véhicule blindé                                      |                    |                          |                  |                                                            |
| Véhicule blindé de transport de troupes              | Talha (en)         | Pakistan                 | 200              |                                                            |
| Véhicule blindé de transport de troupes              | M113               | États-Unis               | 2300             |                                                            |
| Véhicule blindé de transport de troupes              | VCC-1/2 (it)       | Italie                   | 600              |                                                            |
| Véhicule blindé de transport de troupes              | ZSD-63             | Chine                    | 100              |                                                            |
| Véhicule blindé de transport de troupes              | BTR-80             | Russie                   | 120              |                                                            |
| Véhicule anti chars                                  | M901 ITV           | États-Unis               | N/C              |                                                            |
| Véhicule anti chars                                  | Maaz - HJ-8        | Pakistan / Chine         | 30               |                                                            |
| Véhicule militaire blindé                            | Maxxpro            | États-Unis               | 225              |                                                            |
| Véhicule militaire blindé                            | Dingo 2            | Allemagne                | 10               |                                                            |
| Total                                                | Total              | Total                    | 3555             |                                                            |
| Artillerie                                           |                    |                          |                  |                                                            |
| Obusier automoteur                                   | M109               | États-Unis               | 438              | 155 mm                                                     |
| Obusier automoteur                                   | SH-15 (en)         | Chine                    | 54               | 155 mm                                                     |
| Obusier automoteur                                   | M110               | États-Unis               | 60               | 203 mm                                                     |
| Obusier                                              | M101               | États-Unis               | 216              | 105 mm                                                     |
| Obusier                                              | M-56               | Italie                   | 113              | 105 mm                                                     |
| Obusier                                              | D-30               | Union soviétique / Chine | 80               | 122 mm                                                     |
| Obusier                                              | Type-54            | Chine                    | 490              | 122 mm                                                     |
| Obusier                                              | Type-59            | Chine                    | 410              | 130 mm                                                     |
| Obusier                                              | M114               | États-Unis               | 144              | 155 mm                                                     |
| Obusier                                              | M198               | États-Unis               | 148              | 155 mm                                                     |
| Obusier                                              | M115 (en)          | États-Unis               | 28               | 203 mm                                                     |
| Lance-roquettes multiple                             | Type-81            | Chine                    | N/C              | 107 mm                                                     |
| Lance-roquettes multiple                             | PHL-81 (en)        | Chine                    | 52               | 122 mm                                                     |
| Lance-roquettes multiple                             | A-100 (en)         | Chine                    | 36               | 300 mm                                                     |
| Mortier                                              | N/C                | N/C                      | 2350             | 81 mm et 120 mm                                            |
| Total                                                | Total              | Total                    | 4623             | Dont 552 obusier automoteur et 88 lance-roquettes multiple |
| Lance missiles terrestres                            |                    |                          |                  |                                                            |
| Missile balistique à moyenne portée                  | Ghauri (en)        | Pakistan                 | 30               | Capacités nucléaire                                        |
| Missile balistique à courte portée                   | Ghaznavi (en)      | Pakistan                 | 30               | Capacités nucléaire                                        |
| Missile balistique tactique                          | Hatf-I (en)        | Pakistan                 | 105              |                                                            |
| Missile de croisière                                 | Hatf 7             | Pakistan                 | N/C              | Capacités nucléaire                                        |
| Défense aérienne                                     |                    |                          |                  |                                                            |
| Système de défense aérienne moyenne et longue portée | FK-3               | Chine                    | N/C              |                                                            |
| Système de défense aérienne moyenne portée           | LY-80              | Chine                    | 27               |                                                            |
| Système de défense aérienne courte portée            | FM-90              | Chine                    | N/C              |                                                            |
| Système de défense aérienne courte portée            | M113 - RBS70       | États-Unis / Suède       | N/C              |                                                            |
| MANPADS                                              | Anza-II            | Pakistan                 | N/C              |                                                            |
| MANPADS                                              | FN-6               | Chine                    | N/C              |                                                            |
| MANPADS                                              | Mistral            | France                   | N/C              |                                                            |
| MANPADS                                              | QW-18              | Chine                    | N/C              |                                                            |
| Canon antiaérien                                     | GDF                | Suisse                   | 248              | 35 mm                                                      |
| Canon antiaérien                                     | M1939 (en)         | Union soviétique         | 310              | 37 mm                                                      |
| Canon antiaérien                                     | L/60               | Suède                    | 50               | 40 mm                                                      |
| Canon antiaérien                                     | S-60               | Chine                    | 144              | 57 mm                                                      |
| Canon antiaérien                                     | KS-12              | Union soviétique         | 200              | 85 mm                                                      |
| Canon antiaérien                                     | N/C                | N/C                      | 981              | 14,5 mm                                                    |
| Aéronefs                                             |                    |                          |                  |                                                            |
| Hélicoptère de combat                                | Bell AH-1 Cobra    | États-Unis               | 38               |                                                            |
| Hélicoptère de combat                                | Mil Mi-35          | Russie                   | 5                |                                                            |
| Hélicoptère de transport léger                       | H125M              | Union européenne         | 10               |                                                            |
| Hélicoptère de transport léger                       | Bell 412           | États-Unis               | 26               |                                                            |
| Hélicoptère léger polyvalent                         | SA319 Alouette III | France                   | 20               |                                                            |
| Hélicoptère léger polyvalent                         | SA315B             | France                   | 12               |                                                            |
| Hélicoptère de transport                             | Mil Mi-17          | Russie                   | 45               |                                                            |
| Hélicoptère de transport moyen                       | SA330 Puma         | France                   | 31               |                                                            |
| Hélicoptère de transport léger                       | H125 Ecureuil      | Union européenne         | 17               |                                                            |
| Hélicoptère léger polyvalent                         | Bell 205           | États-Unis               | 10               |                                                            |
| Hélicoptère léger polyvalent                         | Bell 206           | États-Unis               | 13               |                                                            |
| Drone de combat                                      | CH-4               | Chine                    | 5                |                                                            |
| Drone de reconnaissance                              | Jasoos (en)        | Pakistan                 | N/C              |                                                            |
| Drone de reconnaissance                              | Vector             | Allemagne                | N/C              |                                                            |
| Drone de reconnaissance                              | Bravo              | Pakistan                 | N/C              |                                                            |
| Total                                                | Total              | Total                    | 232              | Dont 43 hélicoptère de combat et 5 drones                  |

## Force aérienne

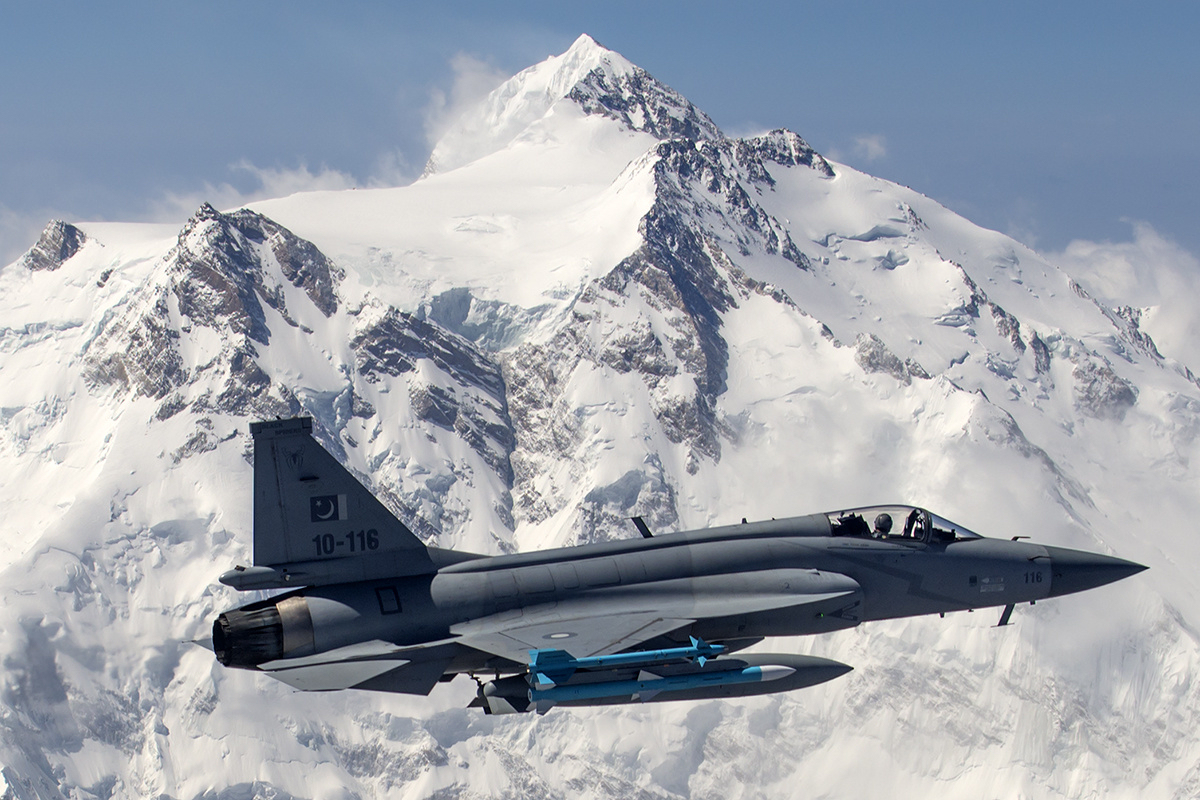
JF-17 Thunder à proximité du Nanga Parbat.

La Pakistan Air Force emploie près de 70 000 personnes dont 3 000 pilotes ainsi que 8 000 réservistes et 128 personnels civils pour environ 500 avions de combat. Le pays s'est d'abord fourni auprès du Royaume-Uni et des États-Unis avant de se tourner vers la France et surtout la Chine, développant même en collaboration avec cette dernière le JF-17 Thunder, son avion multirôle phare.
En 2020, le pays dispose de 87 Mirage III intercepteurs âgés , 92 Mirage 5 d'attaque au sol et 135 Chengdu J-7 intercepteurs. L'armée dispose toutefois d'avions plus modernes et multirôles, à savoir 76 F-16 et surtout 107 JF-17 Thunder. En décembre 2021, le pays commande 25 Chengdu J-10 à la Chine.
| Modèle                                  | Origine                   | Quantité en 2023 | Quantité en 2025 | Remarques                                                                             |
| --------------------------------------- | ------------------------- | ---------------- | ---------------- | ------------------------------------------------------------------------------------- |
| Chasseurs et chasseurs d'attaque au sol |                           |                  |                  |                                                                                       |
| Chengdu J-7                             | Chine                     | 92               | 87               |                                                                                       |
| Chengdu J-10                            | Chine                     | 12               | 20               | J-10CE                                                                                |
| Chengdu JF-17 Thunder                   | Pakistan / Chine          | 125              | 154              | 49 JF-17 Block 1 61 JF-17 Block 2 15 JF-17B                                           |
| General Dynamics F-16 Fighting Falcon   | États-Unis                | 75               | 75               | 23 F-16A MLU 21 F-16B MLU 9 F-16 A ADF 4 F-16B ADF 12 F-16C Block 52 6 F-16D Block 52 |
| Dassault Mirage III                     | France                    | 49               | 49               | 2 Mirage IIIB 7 Mirage IIID 30 Mirage IIIE 10 Mirage IIIR                             |
| Dassault Mirage 5                       | France                    | 37               | 37               | 25 Mirage 5 (5PA)/5PA2 2 Mirage 5D Mirage 5PA3 (ASuW)                                 |
| Total                                   | Total                     | 390              | 422              |                                                                                       |
| Avions spécialisés                      |                           |                  |                  |                                                                                       |
| Dassault Mystère 20                     | France                    | 2                | 2                | Avion d'intelligence électronique                                                     |
| Saab 2000 Erieye                        | Suède                     | 6                | 8                | Système de détection et de commandement aéroporté                                     |
| ZDK-03                                  | Chine                     | 4                | 4                | Système de détection et de commandement aéroporté                                     |
| Iliouchine Il-78 Midas                  | Union soviétique          | 4                | 4                | Ravitailleur aérien                                                                   |
| Avions de transport                     |                           |                  |                  |                                                                                       |
| C-130E C-130H                           | États-Unis                | 10 7             | 18               |                                                                                       |
| L-100-20                                | États-Unis                | 1                | 1                |                                                                                       |
| Autres                                  | Autres                    | 21               | 32               |                                                                                       |
| Avions d'entrainement                   |                           |                  |                  |                                                                                       |
| K-8 Karakorum                           | Chine                     | 38               | 38               |                                                                                       |
| MFI-17B Mushshak (en)                   | Pakistan                  | 79               | 79               |                                                                                       |
| T-37 Tweet                              | États-Unis                | 23               | 23               |                                                                                       |
| Hélicoptères                            |                           |                  |                  |                                                                                       |
| SA316 Alouette III                      | France                    | 15               | 15               |                                                                                       |
| AW139                                   | Italie                    | 14               | 14               |                                                                                       |
| Mil Mi-17                               | Russie                    | 4                | 6                | Mi-171Sh                                                                              |
| Drones                                  |                           |                  |                  |                                                                                       |
| CH-3 Burraq                             | Pakistan / Chine          | N/C              | ~ 9              |                                                                                       |
| CH-4                                    | Chine                     | N/C              | N/C              |                                                                                       |
| Falco (en)                              | Italie                    | N/C              | N/C              |                                                                                       |
| Bayraktar Akinci                        | Turquie                   | 0                | 1                |                                                                                       |
| Bayraktar TB2                           | Turquie                   | 0                | 3                |                                                                                       |
| Shahpar-2                               | Pakistan                  | 0                | 2                |                                                                                       |
| Wing loong I                            | Chine                     | N/C              | ~ 2              |                                                                                       |
| Wing loong II                           | Chine                     | N/C              | ~                |                                                                                       |
| Défense aérienne                        |                           |                  |                  |                                                                                       |
| HQ-2 (en)                               | Chine                     | 6                | 6                | Portée 45 km                                                                          |
| Crotale                                 | France                    | 144              | 144              | Portée 15 km                                                                          |
| SPADA 2000                              | Italie                    | 40               | 40               |                                                                                       |
| 9K310 Igla-1                            | Union soviétique / Russie | N/C              | N/C              | MANPADS                                                                               |
| Armements                               |                           |                  |                  |                                                                                       |
| AIM-9L/P                                | États-Unis                | N/C              | N/C              | Missile air-air infrarouge courte portée                                              |
| U-Darter                                | Afrique du Sud            | N/C              | N/C              | Missile air-air infrarouge courte portée                                              |
| PL-5E                                   | Chine                     | N/C              | N/C              | Missile air-air infrarouge courte portée                                              |
| PL-10 (en)                              | Chine                     | N/C              | N/C              | Missile air-air infrarouge courte portée                                              |
| Super 530                               | France                    | N/C              | N/C              | Missile air-air guidé radar moyenne portée                                            |
| PL-12                                   | Chine                     | N/C              | N/C              | Missile air-air guidé radar moyenne portée                                            |
| AIM-120C AMRAAM                         | États-Unis                | N/C              | N/C              | Missile air-air guidé radar moyenne portée                                            |
| PL-15                                   | Chine                     | N/C              | N/C              | Missile air-air guidé radar longue portée                                             |
| AGM-65 Maverick                         | États-Unis                | N/C              | N/C              | Missile air-sol                                                                       |
| Raptor II                               | Afrique du Sud            | N/C              | N/C              | Missile air-sol                                                                       |
| AM39 Exocet                             | France                    | N/C              | N/C              | Missile anti navires                                                                  |
| C-802                                   | Chine                     | N/C              | N/C              | Missile anti navires                                                                  |
| CM-400AKG                               | Chine                     | N/C              | N/C              | Missile anti navires                                                                  |
| MAR-1                                   | Brésil                    | N/C              | N/C              | Missile anti radiation                                                                |
| Ra'ad                                   | Pakistan                  | N/C              | N/C              | Missile nucléaire                                                                     |
| FT-6 (en)                               | Chine                     | N/C              | N/C              | Bombe guidée                                                                          |
| Paveway II                              | États-Unis                | N/C              | N/C              | Bombe guidée                                                                          |

## Marine
La flotte de surface de la Marine pakistanaise a effectué plusieurs acquisitions depuis la fin des années 2000. La livraison des trois premières frégates du type Zulfiqar construites en Chine a eu lieu en 2009 et 2010, la 4e est en cours de réalisation à Karachi et deux autres ont été commandées en novembre 2012. L’US Navy a, en outre, livré en 2010 une frégate du type O.H. Perry et quatre autres sont prévues. Enfin deux nouveaux patrouilleurs lance-missiles aux formes furtives ont été mis en service (Azmat construit en Chine) ou vont l’être incessamment (Dehshat construit au Pakistan). La commande d’un navire de soutien logistique est annoncée début 2013 : il sera réalisé à Karachi avec l’assistance du chantier turc TMK et remplacera le vieux Moawin (ex-Poolster néerlandais). Différents autres projets d’acquisition de bâtiments d’occasion ou neufs sont également à l’étude.

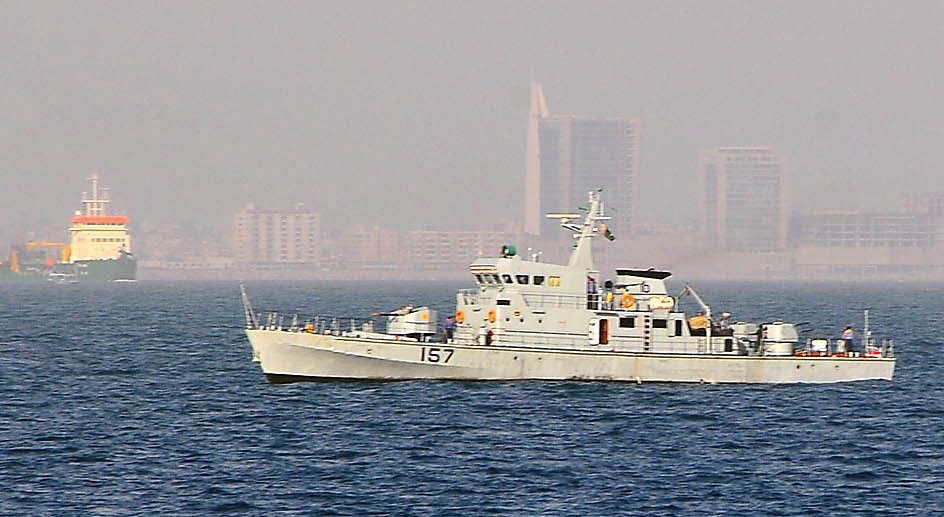
Le patrouilleur Larkana (PB 157) au large des côtes pakistanaises.

Le Pakistan dispose en 2012 de cinq sous-marins : deux Agosta 70 (PNS/M Hasmat et Hurmat, entrés en service en 1979) et trois Agosta 90B (PNS/M Khalid, Saad et Hamza) sur lesquels l'installation de systèmes anaérobies (AIP) est en cours.
La Marine pakistanaise a créé un « Commandement de la force navale stratégique » en inaugurant, le 19 mai 2012, des locaux de ce nouvel état-major chargé des armes nucléaires de la Marine.
Il se pourrait que cette annonce soit la confirmation de l’existence d’une version sous-marine du missile de croisière Babur/Hatf 7 capable d'être emporté par les Agosta.
En avril 2015, le gouvernement pakistanais annonce son intention d'acquérir huit sous-marins S-20 dérivés du type 039A chinois.

## Forces paramilitaires

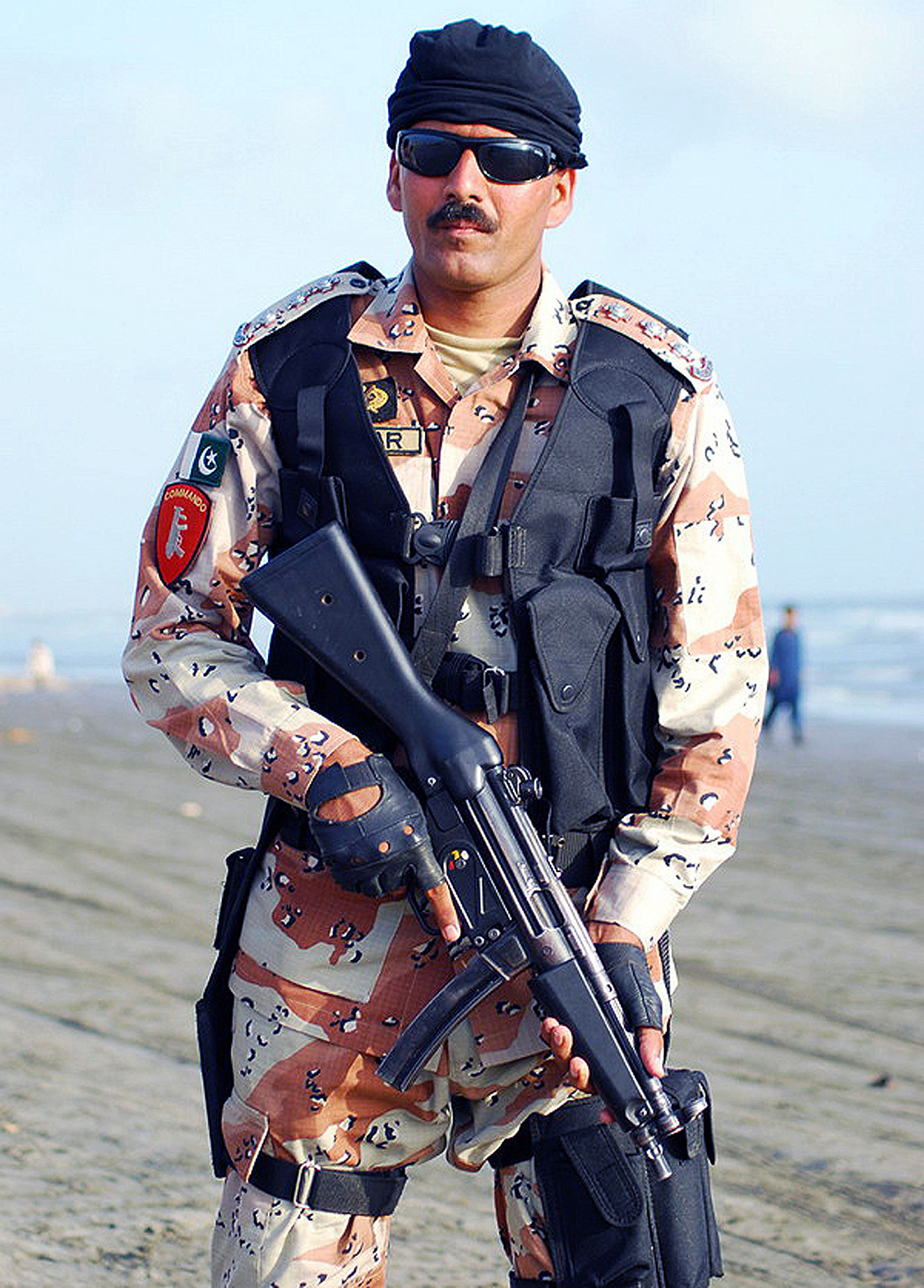
Ranger armé d'un HK MP5.

Diverses forces paramilitaires sont également sous le contrôle de l'armée pakistanaise. La Garde nationale constitue l'une des plus grandes réserves d'hommes de l'armée. En paramilitaires actifs, les rangers pakistanais sont les plus nombreux. Ils sont chargés de garder la frontière orientale du pays (face à l'Inde), alors que les Frontier Corps gardent la frontière occidentale, face à l'Afghanistan et l'Iran avec les Frontier Constabulary, police militaire déployée dans la province de Khyber Pakhtunkhwa.
| Branche                          | Personnel |
| -------------------------------- | --------- |
| Garde nationale du Pakistan (en) | 185 000   |
| Rangers pakistanais              | 100 000   |
| Frontier Corps                   | 80 000    |
| Frontier Constabulary            | 30 000    |
| Force de sécurité aéroportuaire  | 8 930     |
| Garde-côtière du Pakistan        | Classifié |
| Agence de sécurité maritime      | 2 500     |
| Total                            | 400 000   |